# 克衣色尔·克尤木
克衣色尔·克尤木（1972年12月—），维吾尔族，新疆乌什县人，中国共产党党员。中华人民共和国政治人物。曾任新疆大学法学院院团委书记、新疆维吾尔自治区政协喀什地区工委副主任，岳普湖县委副书记、县长，吐鲁番市市长。现任新疆维吾尔自治区人民政府党组成员、副主席。